# Jovan Čakalo
Jovan Čakalo, hrvaški general, * 1918, † ?.

## Življenjepis
Od leta 1941 je bil v NOVJ in od leta 1942 v KPJ; med vojno je bil namestnik poveljnika brigade 7. divizije, poveljnik artilerijskega diviziona iste divizije, poveljnik 3. brigade iste divizije in načelnik štaba 7. divizije.
Po vojni je končal sovjetsko Pehotno častniško šolo, VVA JLA in Vojno šolo JLA. 

## Odlikovanja
- Red zaslug za ljudstvo
- Red bratstva in enotnosti